# وید همپتون سوم
وید همپتون سوم (به انگلیسی: Wade Hampton III) سناتور سابق عضو حزب دموکرات ایالات متحده آمریکا بود. وی در سال ۱۸۷۹ تا ۱۸۹۱ میلادی سناتور ایالت کارولینای جنوبی در سنای ایالات متحده آمریکا بود.